# Julio Cervera Baviera
‎
Julio Cervera Baviera, španski inženir, izumitelj, raziskovalec in častnik, * 26. januar 1854, † 24. junij 1927.